# Kittur, Davanagere
Kittur là một làng thuộc tehsil Davanagere, huyện Davanagere, bang Karnataka, Ấn Độ.